# Prémio D. Dinis
O Prémio D. Dinis é um prémio literário instituído pela Fundação Casa de Mateus e patrocinado pela Direcção-Geral do Livro e das Bibliotecas e pela Caixa Geral de Depósitos.
Todos os anos é galardoada uma obra de poesia, ensaio ou ficção publicada no ano precedente à atribuição do prémio.
Em 2011, a vencedora Maria Teresa Horta recusou-se a receber o prémio das mãos do então actual ex-primeiro-ministro português Pedro Passos Coelho, pelo que a cerimónia de entrega foi cancelada.
Em 2012 foi anunciado que o Governo iria cessar o apoio financeiro ao prémio, o que levou à sua suspensão.
A atribuição anual do prémio foi retomada em 2017. Actualmente, o júri é constituído por Nuno Júdice (presidente), Fernando Pinto do Amaral e Pedro Mexia.

## Vencedores
- 1980 - Agustina Bessa Luís com O Mosteiro e Almeida Faria com Lusitânia
- 1981 - Pedro Tamen com Horácio e Coriácio e Vergílio Ferreira com Conta Corrente I e II
- 1982 - Fernando Namora com Resposta a Matilde
- 1983 - Maria Velho da Costa com Lucialima e Camilo José Cela com Mazurca para dos Muertos
- 1984 - José Saramago com O Ano da Morte de Ricardo Reis
- 1985 - Maria Gabriela Llansol com Um Falcão no Punho e Fernando Guimarães com Casa: o seu Desenho
- 1986 - David Mourão Ferreira com Um Amor Feliz e Mário de Carvalho com A Paixão do Conde de Fróis
- 1987 - Eugénio de Andrade com Vertentes do Olhar
- 1988 - Luísa Costa Gomes com Pequeno Mundo
- 1989 - Sophia de Mello Breyner Andersen com Ilhas
- 1990 - Nuno Júdice com As Regras da Perspectiva
- 1991 - M. S. Lourenço com Os degraus de Parnaso
- 1992 - José Bento com Silabário
- 1993 - Joaquim Manuel Magalhães com A Poeira levada pelo Vento
- 1994 - Luís Filipe Castro Mendes com O Jogo de Fazer Versos
- 1995 - Eduardo Lourenço com O Canto do Signo
- 1996 - Fiama Hasse Pais Brandão com 'Epístolas e Memorandos
- 1997 - José Cardoso Pires com De Profundis, Valsa Lenta
- 1998 - Lídia Jorge com O Vale da Paixão
- 1999 - António Lobo Antunes com Exortação aos Crocodilos
- 2000 - Gastão Cruz com Crateras
- 2001 - Hélia Correia com Lilias Fraser e Marcelo Mathias com A Memória dos Outros
- 2002 - António Franco Alexandre com Duende
- 2003 - Frederico Lourenço com Odisseia de Homero
- 2004 - Manuel Gusmão com Migrações de Fogo
- 2005 - António Manuel Pires Cabral com Douro: Pizzicato e Chula e Que comboio é este
- 2006 - Fernando Echevarría com Epifanias
- 2007 - Manuel Alegre com Doze Naus
- 2008 - Vítor Aguiar e Silva com A Lira Dourada e a Tuba Canora: Novos Ensaios Camonianos
- 2009 - Rui Ramos, Bernardo de Vasconcelos e Sousa e Nuno Gonçalo Monteiro com História de Portugal
- 2010 - João Barrento com O Género Intranquilo. Anatomia do ensaio e do fragmento
- 2011 - Maria Teresa Horta com As luzes de Leonor
- 2017 - Mário Cláudio com Astronomia
- 2018 - Helder Macedo com Camões e Outros Contemporâneos
- 2019 - Onésimo Teotónio Almeida com O Século dos Prodígios - A Ciência no Portugal da Expansão
- 2020 - Jorge Silva Melo com A Mesa Está Posta
- 2021 - José Viale Moutinho com Os Cimentos da Noite - Poesia 1975 -2018